# Raymond M. White
Raymond Morris „Bill“ White (* 16. September 1909; † 1972) war ein englischer Badmintonspieler.

## Karriere
Raymond White hat an Erfolgen mehrere Siege bei den drei offenen Meisterschaften der britischen Insel und Irlands in den 1930er Jahren zu verzeichnen. Die prestigeträchtigen All England gewann er 1932 bis 1935 und 1938. Bei den Scottish Open siegte er 1931, 1935 und 1939, bei den Irish Open 1932 und 1934. Seinen einzigen großen Titel außerhalb der britischen Inseln holte er 1939 in Dänemark.

## Sportliche Erfolge
| Saison | Veranstaltung       | Disziplin    | Platz | Name                                 |
| ------ | ------------------- | ------------ | ----- | ------------------------------------ |
| 1931   | Scottish Open       | Herreneinzel | 1     | Raymond M. White                     |
| 1931   | Scottish Open       | Herrendoppel | 1     | K. G. Livingstone / Raymond M. White |
| 1932   | Welsh International | Herrendoppel | 1     | Donald C. Hume / Raymond M. White    |
| 1932   | Irish Open          | Herreneinzel | 1     | Raymond M. White                     |
| 1932   | All England         | Herrendoppel | 1     | Donald C. Hume / Raymond M. White    |
| 1933   | All England         | Herrendoppel | 1     | Donald C. Hume / Raymond M. White    |
| 1933   | All England         | Herreneinzel | 1     | Raymond M. White                     |
| 1933   | Welsh International | Herrendoppel | 1     | Donald C. Hume / Raymond M. White    |
| 1934   | All England         | Herrendoppel | 1     | Donald C. Hume / Raymond M. White    |
| 1934   | Irish Open          | Herreneinzel | 1     | Raymond M. White                     |
| 1934   | Welsh International | Herreneinzel | 1     | Raymond M. White                     |
| 1935   | Scottish Open       | Herrendoppel | 1     | Donald C. Hume / Raymond M. White    |
| 1935   | All England         | Herreneinzel | 1     | Raymond M. White                     |
| 1935   | All England         | Herrendoppel | 1     | Donald C. Hume / Raymond M. White    |
| 1935   | Welsh International | Herrendoppel | 1     | Raymond M. White / Ian Maconachie    |
| 1935   | Welsh International | Herreneinzel | 1     | Raymond M. White                     |
| 1936   | All England         | Herreneinzel | 2     | Raymond M. White                     |
| 1936   | Welsh International | Mixed        | 1     | Raymond M. White / Thelma Kingsbury  |
| 1937   | Welsh International | Herreneinzel | 1     | Raymond M. White                     |
| 1939   | Denmark Open        | Herrendoppel | 1     | Ralph Nichols / Raymond M. White     |
| 1938   | All England         | Mixed        | 1     | Raymond M. White / Betty Uber        |
| 1939   | Scottish Open       | Mixed        | 1     | Raymond M. White / Betty Uber        |

## Referenzen
- John Arlott (Hrsg.): The Oxford companion to sports & games. Oxford University Press, London 1975
- All England Champions 1899-2007
- Statistiken des englischen Verbandes

| Personendaten    | Personendaten                                         |
| ---------------- | ----------------------------------------------------- |
| NAME             | White, Raymond                                        |
| ALTERNATIVNAMEN  | White, Raymond M.; White, Raymond Morris; White, Bill |
| KURZBESCHREIBUNG | englischer Badmintonspieler                           |
| GEBURTSDATUM     | 16. September 1909                                    |
| GEBURTSORT       | Bristol                                               |
| STERBEDATUM      | 1972                                                  |